# Bhagojikoppa, Ramdurg
Bhagojikoppa là một làng thuộc tehsil Ramdurg, huyện Belgaum, bang Karnataka, Ấn Độ.